# Dagoberto Azzari
Dagoberto Azzari (Ostra Vetere, 22 ottobre 1911 – 30 gennaio 2006) è stato un generale italiano, decorato con due Medaglie d'argento e una di bronzo al valor militare durante la seconda guerra mondiale.

## Biografia
Nacque a Ostra Vetere (provincia di Ancona) il 22 ottobre 1911, figlio di Vincenzo a Anna Spinaci. Arruolatosi nel Regio Esercito, assegnato alla fanteria, fu nominato sottotenente in servizio permanente effettivo nel 1931. Promosso tenente nel 1933, transitò nell'Arma dei Carabinieri con lo stesso grado nel 1936.
Trasferito in Africa Orientale Italiana, dopo l’entrata in guerra dell’Italia, avvenuta il 10 giugno 1940, il 2 marzo dell’anno successivo gli fu assegnato il comando della 2ª Compagnia mista, formata da carabinieri e zaptié, del 1º Gruppo mobilitato dei carabinieri, che con l’invasione dell’Impero avvenuta nel corso del 1941, fu impegnato in combattimento. 
Nel mese di novembre la sua unità fu assegnata alla difesa della sella di Culqualber, uno dei quattro capisaldi posti a difesa di Gondar, ultima roccaforte italiana in A.O.I. Si distinse particolarmente nel corso della battaglia di Culquaber, e poco più di dieci giorni fu decorato di due Medaglia d'argento e una di bronzo al valor militare. Il giorno 21 novembre le forze nemiche, una intera brigata sudafricana supportata da ribelli etiopici, lanciò l'attacco finale alle posizioni italiane difese dai carabinieri e dal 67º Battaglione coloniale.
Tra settembre e novembre i britannici, pur enormemente superiori in numero e mezzi, tentarono inutilmente di vincere la resistenza degli italiani. L'eroismo dimostrato dai carabinieri meritò alla bandiera dell'Arma una Medaglia d'oro al valore militare, e la massima onorificenza fu concessa anche al colonnello Augusto Ugolini, al maggiore Alfredo Serranti e al carabiniere Poliuto Penzo.
Ritornato in Italia dopo la fine della guerra, continuò a servire l'Arma, ricoprendo l’incarico di comandante delle legioni carabinieri di Ancona e di Genova.  Nel febbraio 1967 fu interrogato da una apposita commissione parlamentare in seguito allo scandalo che aveva colpito il Servizio informazioni forze armate (SIFAR) e il suo comandante, generale Giovanni de Lorenzo. Fu nuovamente interrogato il 4 e poi il 15 giugno 1967 in merito allo scandalo del SIFAR che era stato denunciato dal periodico L'Espresso.
Collocato in ausiliaria il 28 dicembre 1974 con il grado di generale di divisione, fu poi promosso generale di corpo d'armata a titolo onorifico, ricoprendo anche l'incarico di Presidente dell’Opera Nazionale Assistenza Orfani Militari Arma Carabinieri (ONAOMAC). Si spense il 30 gennaio 2006.

### Annotazioni
1. ↑  Tale reparto era formato da personale per la maggior parte proveniente dalla tenenza di Metemma, una piccola città situata sul confine con il Sudan. Compito principale di questo presidio era di impedite le incursioni e gli sconfinamenti dei sempre attivi guerriglieri etiopi.
2. ↑  Tale reparto era al comando del maggiore Alfredo Serranti.
3. ↑  Composta dal generale di corpo d'armata Aldo Beolchini (Presidente), dal generale c.a. Umberto Turrini (membro), dal dottor Andrea Lugo (membro), e dal colonnello pilota Antonio Podda (segretario).
4. ↑  In quella data il generale Giorgio Manes, su incarico del generale Carlo Ciglieri, interrogò i generali di brigata Oreste Lepore, Franco Picchiotti, Dagoberto Azzari, Cosimo Zinca, e i colonnelli Romolo Dalla Chiesa, Roberto Sottiletti e Luigi Bittoni.

### Fonti
1. 1 2 3 4 5  Vitale 2012, p. 22.
2. ↑  Martineli, De Lorenzo 1968, p. 523.
3. ↑  Martineli, De Lorenzo 1968, p. 240.
4. ↑  Registrato alla Corte dei conti il 13 dicembre 1950. Esercito registro 47, foglio 95.
5. ↑  Bollettino ufficiale 1952, dispensa 44ª, pagina 4393.

### Periodici
- Cesare Vitale, Il nostro eroico 5º Presidente, in Le Fiamme d’Argento, n. 1, Roma, Associazione Nazionale Carabinieri, gennaio-febbraio 2012,  p. 22.
- Vittorio Cuomo, La battaglia del passo di Culqualber, in Storia Militare, n. 11, Parma, Ermanno Albertelli Editore, agosto 1994,  pp. 14-18.